# Levkuška
Levkuška (in ungherese Lőkös) è un comune della Slovacchia facente parte del distretto di Revúca, nella regione di Banská Bystrica.